# Prizreni Egyetem
A Prizreni Egyetem (albánul: Universiteti i Prizrenit) egy állami egyetem a koszovói Prizrenben. Eredetileg 1962-ben hozták létre Felsőfokú Pedagógiai Iskola (Shkolla e Lartë Pedagogjike - SHLP) néven. 2010-ben alapították újra a jelenlegi néven. Főiskolai és mesterképzési diplomákat kínál különböző területeken. Az intézmény a városközponthoz közeli egykori ipari területen található, infrastruktúrája 15 tanteremből, konferenciateremből, PC-teremből és könyvtárból, valamint két előadóteremből áll.

## Története
Az egyetemet az 1962-ben alapították Shkolla e Lartë Pedagogjike néven. Az egyetem jelenlegi formája 2010-ben indult el. Az előadásokat és a vizsgákat főleg albán nyelven tartják. A Pedagógiai Karon és a Számítástudományi Karon a kisebbségi nyelvek közül a bosnyák és a török is elérhető.

## Karok és tanszék

### Gazdaságtudományi Kar
- Üzleti adminisztráció
- Nemzetközi vezetőség
- Számvitel és Könyvvizsgálat

### Jogi kar
- Törvények

### Számítástechnikai Kar[2]
- Információs technológiák és távközlés
- Szoftver tervezés
- Számítástechnika és kommunikációs technológiák

### Filológiai Kar[3]
- Albán nyelv és irodalom
- Angol nyelv és irodalom
- Német nyelv és irodalom

### Pedagógiai Kar
- Általános iskola
- Óvodai nevelés

### Természet- és Környezettudományi Kar[4]
- Erdő- és Környezettudomány
- Agrárüzlet
- Agrárgazdasági menedzsment

## Fordítás
- Ez a szócikk részben vagy egészben  az   University of Prizren című angol Wikipédia-szócikk ezen változatának fordításán alapul.  Az eredeti cikk szerkesztőit annak laptörténete sorolja fel. Ez a jelzés csupán a megfogalmazás eredetét és a szerzői jogokat jelzi, nem szolgál a cikkben szereplő információk forrásmegjelöléseként.